# Бібліотека сімейного читання (Київ)
Бібліоте́ка сіме́йного чита́ння — єдина громадська бібліотека у місцевості Віта-Литовська Голосіївського району м. Києва.

## Адреса
03131 м. Київ, вул. Ліснича, 3

## Опис
Площа приміщення бібліотеки — 58 м², книжковий фонд — 11,8 тис. примірників. Щорічно обслуговує 1,1 тис. користувачів, кількість відвідувань за рік — 6,5 тис., книговидач — 25,0 тис. примірників.

## Історія
Бібліотека у місцевості Віта-Литовська працює з 1958 року.
З 2004 року бібліотека розташована в приміщенні школи І-Ш ступенів № 151.
У бібліотеці відбуваються музичні та літературні вечори, свята в сімейному колі.

## До послуг користувачів
- обслуговування в читальній залі;
- доступ до електронного каталогу;
- консультативна допомога бібліографа;
- тематичні бібліографічні ресурси з актуальних питань;
- віртуальні презентації;
- творчі акції, зустрічі з цікавими людьми;
- дні інформації, презентації, бібліографічні огляди тощо.